# Bhatapara
Bhatapara é uma cidade e um município no distrito de Raipur, no estado indiano de Chhattisgarh.

## Geografia
Bhatapara está localizada a 21° 44′ N, 81° 56′ L. Tem uma altitude média de 261 metros (856 pés).

## Demografia
Segundo o censo de 2001, Bhatapara tinha uma população de 50 080 habitantes. Os indivíduos do sexo masculino constituem 51% da população e os do sexo feminino 49%. Bhatapara tem uma taxa de literacia de 65%, superior à média nacional de 59,5%; a literacia no sexo masculino é de 74% e no sexo feminino é de 55%. 15% da população está abaixo dos 6 anos de idade.